# Músculo ilíaco
El músculo ilíaco  es un músculo plano y triangular que rellena la fosa ilíaca. Forma la porción lateral del ileopsoas proporcionando la flexión del muslo de la pierna en la articulación femoroacetabular.

## Estructura
El ilíaco se inserta en la fosa ilíaca en el lado interior del hueso de la cadera, y también en la región de la espina  ilíaca anterior inferior. Se une el psoas mayor para formar el iliopsoas y continúa a través de la eminencia iliopúbica a través de la laguna muscular hasta su inserción en la cara anterior del trocánter menor del fémur. Sus fibras a menudo se insertan frente a las del psoas mayor y se extienden distalmente sobre el trocánter menor.

## Inervación
Está inervado por el nervio femoral y  por ramas directas del plexo lumbar.

## Función
En los ejercicios de cadena abierta, como parte del iliopsoas, el iliaco es importante para levantar (flexionar) del fémur hacia delante (por ejemplo, la escala frontal). En los ejercicios de cadena cerrada, el iliopsoas flexiona el tronco hacia delante y puede levantar el tronco desde una postura tumbada (por ejemplo, haciendo abdominales) porque el psoas mayor atraviesa varias articulaciones vertebrales y la articulación sacroilíaca. Desde su origen en la pelvis menor, el iliaco actúa exclusivamente sobre la articulación de la cadera.

## Imágenes adicionales

Posición del músculo ilíaco (que se muestra en rojo.) Animación.
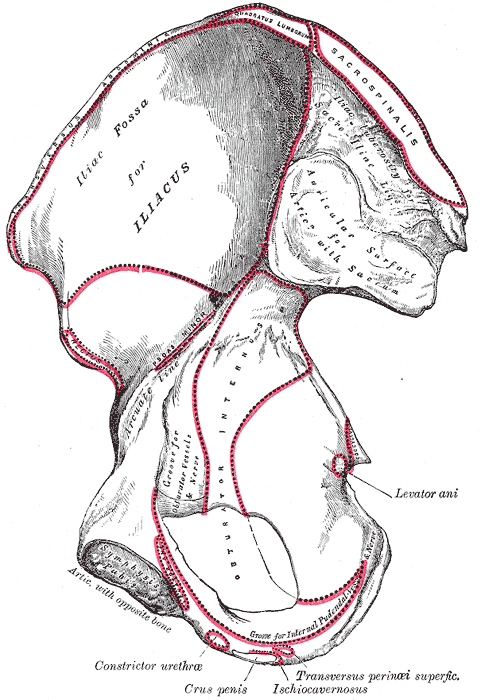
Hueso de la cadera derecha. Superficie interna. (Fosa ilíaca visible en la parte superior izquierda).